# Radio Monte Carlo Swiss
Radio Monte Carlo Swiss war ein Schweizer Radiosender. Er sendete ab 2006 im Kabelnetz der ganzen Deutschschweiz, sowie über das Internet.

## Geschichte
Der Sender wurde von der von Giuseppe Scaglione als Geschäftsführer gegründeten Music First Network AG betrieben und war ein Schweizer Ableger des italienischen Senders Radio Monte Carlo. Radio Monte Carlo Swiss wurde als Ergänzung zum seit 1998 ebenfalls von der Music First Network AG betriebenen Jugendsender Radio 105 geschaffen.
2014 ging die Music First Network AG in Konkurs. Radio 105 wurde zusammen mit seinen beiden Schwesterprogrammen vom Zürcher Sender Radio 1 aufgekauft, wollte aber lediglich den Hauptsender profitabel weiterbetreiben. Die ehemalige Homepage von Radio Monte Carlo Swiss wird auf Radio 1 weitergeleitet, Näheres dazu bei Radio 105.

## Profil
Der Betreiber selbst definierte seinen Sender als «Premium- und Qualitäts-Radio» für eine ältere Zielgruppe. Musikalisch konzentrierte es sich auf Musik verschiedener Stilrichtungen, ausgehend von Popmusik, wobei das Gewicht hier nicht auf Chart-Hits gelegt wurde, über Soul, Blues und Jazz bis hin zu Nu Jazz, Nu Soul, Chillout- und Lounge-Musik. Ergänzt wurde das Programm durch Informationssendungen. Auf Unterhaltungsmoderationen wurde hingegen verzichtet.